# 奥布省政府大楼
奥布省政府大楼（Hôtel de préfecture de l'Aube）位于法国大东部大区奥布省特鲁瓦的自由广场（Place de la Libération）。

## 历史
这座建筑建于18世纪下半叶（1778-1781年），取代特鲁瓦历史上著名的诺南圣母修女院（Abbaye Notre-Dame-aux-Nonnains），建筑师是巴黎人路易·德拉布里埃（Louis de La Brière）。1790年奥布省成立时，省政府最初设于马里西府（Hôtel de Marisy）。1794年，业主出售房屋。19世纪早期，面对市民和新闻界的批评，省政府进行现代化改造。1892年火灾后，从1894年开始进行重建。在德国占领期间，纳粹抢走奖章形的青铜圆形饰物，代之以一口时钟。从20世纪80年代开始，这座建筑再次进行修复。1988年12月1日部分列为法国历史遗迹，包括立面、屋顶、锻铁格栅和 Valtat]雕刻的两只狮子。.

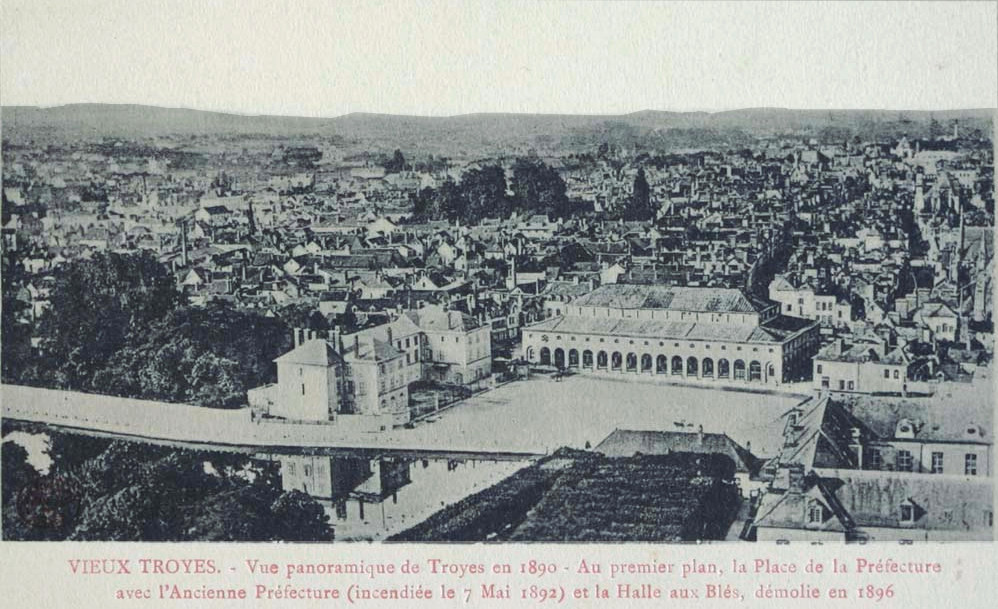
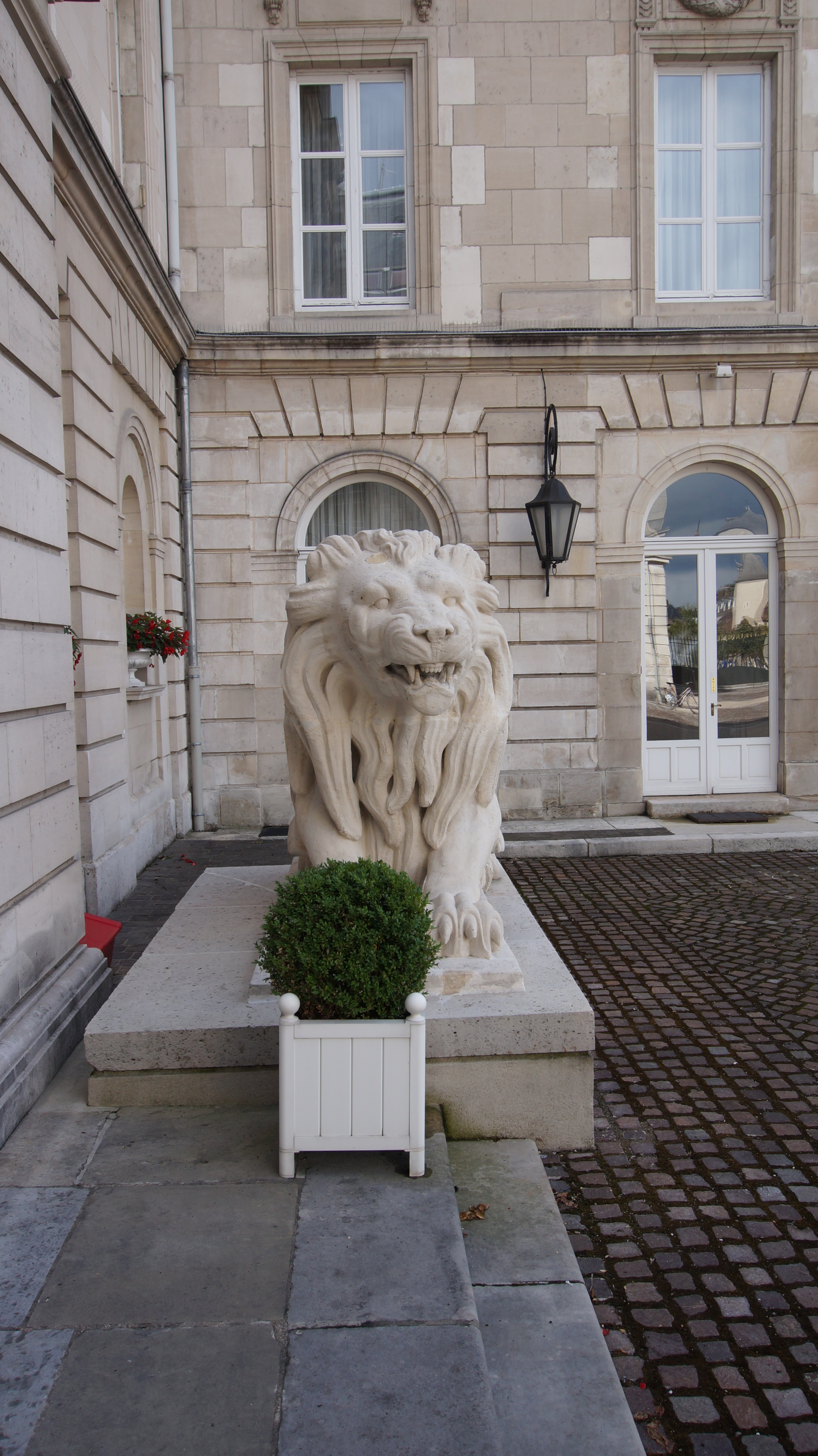
狮子
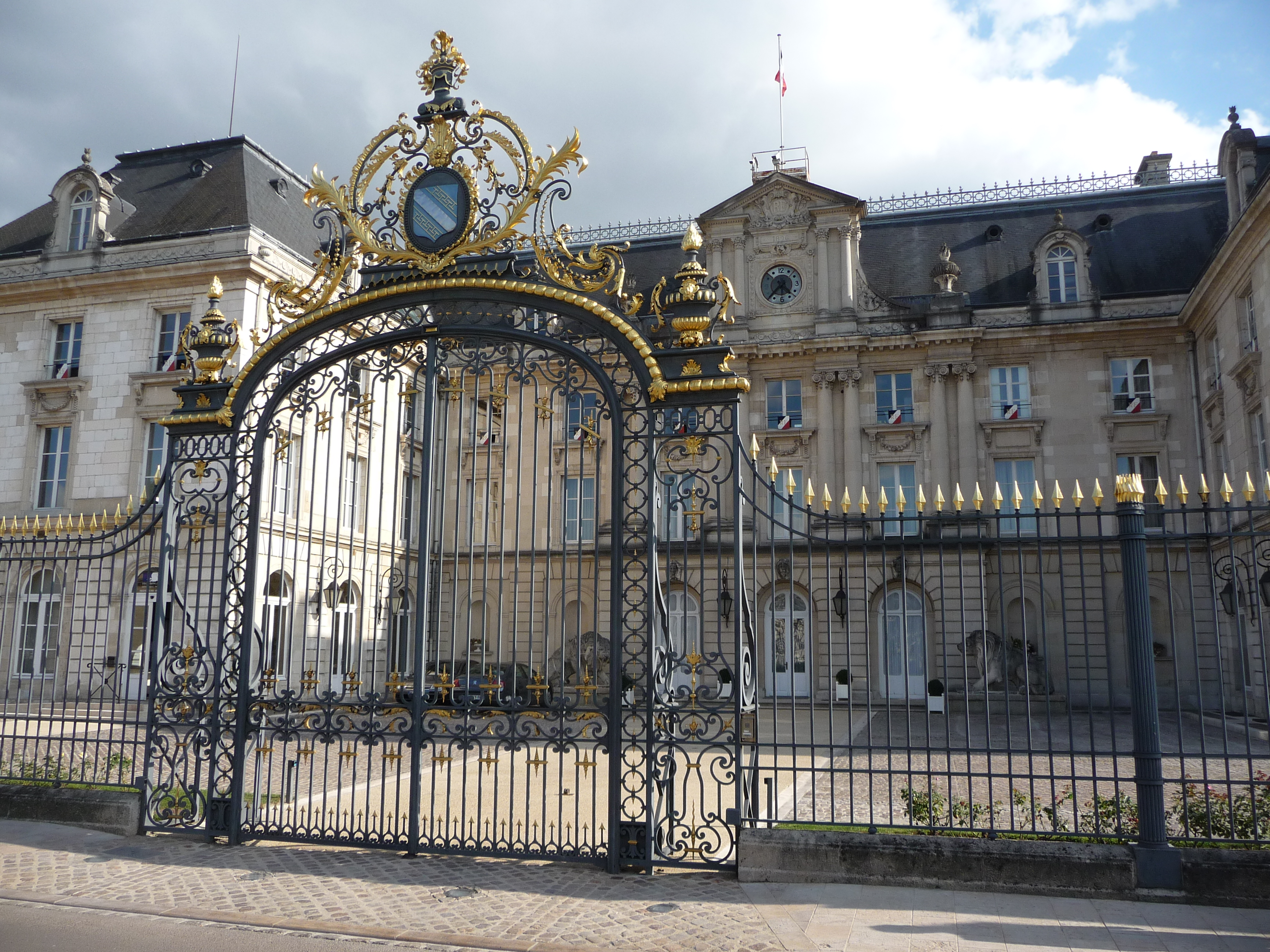